# Challenger de Campinas 2021
El torneo Campeonato Internacional de Tênis de Campinas 2021 fue un torneo de tenis perteneció al ATP Challenger Tour 2021 en la categoría Challenger 80. Se trató de la 10.ª edición, el torneo tuvo lugar en la ciudad de Campinas (Brasil), desde el 15 hasta el 21 de noviembre de 2021 sobre pista de tierra batida al aire libre.

## Jugadores participantes del cuadro de individuales
| Favorito | País                 | Jugador               | Rank1 | Posición en el torneo |
| -------- | -------------------- | --------------------- | ----- | --------------------- |
| 1        | Bandera de Argentina | Federico Coria        | 70    | Primera ronda         |
| 2        | Bandera de España    | Jaume Munar           | 89    | Primera ronda         |
| 3        | Bandera de Argentina | Juan Manuel Cerúndolo | 91    | Cuartos de final      |
| 4        | Bandera de Brasil    | Thiago Monteiro       | 95    | FINAL                 |
| 5        | Bandera de Uruguay   | Pablo Cuevas          | 97    | Primera ronda         |
| 6        | Bandera de Colombia  | Daniel Elahi Galán    | 102   | Primera ronda         |
| 7        | Bandera de Argentina | Sebastián Báez        | 111   | CAMPEÓN               |
| 8        | Bandera de Argentina | Francisco Cerúndolo   | 112   | Semifinales           |

- 1 Se ha tomado en cuenta el ranking del 8 de noviembre de 2021.

### Otros participantes
Los siguientes jugadores recibieron una invitación (wild card), por lo tanto ingresan directamente al cuadro principal (WC):
- Matheus Bueres
- Gustavo Heide
- Gilbert Klier Júnior

Los siguientes jugadores ingresan al cuadro principal tras disputar el cuadro clasificatorio (Q):
- Nicolás Álvarez
- Nicolás Álvarez Varona
- Johan Nikles
- Santiago Rodríguez Taverna

## Campeones

### Individual Masculino
- Sebastián Báez derrotó en la final a  Thiago Monteiro, 6–1, 6–4

### Dobles Masculino
- Rafael Matos /  Felipe Meligeni Alves derrotaron en la final a  Gilbert Klier Júnior /  Matheus Pucinelli de Almeida, 6–3, 6–1